# Сюзетт
Сюзе́тт (фр. Suzette) — коммуна во французском департаменте Воклюз региона Прованс — Альпы — Лазурный Берег. Относится к кантону Бом-де-Вениз.

## Географическое положение

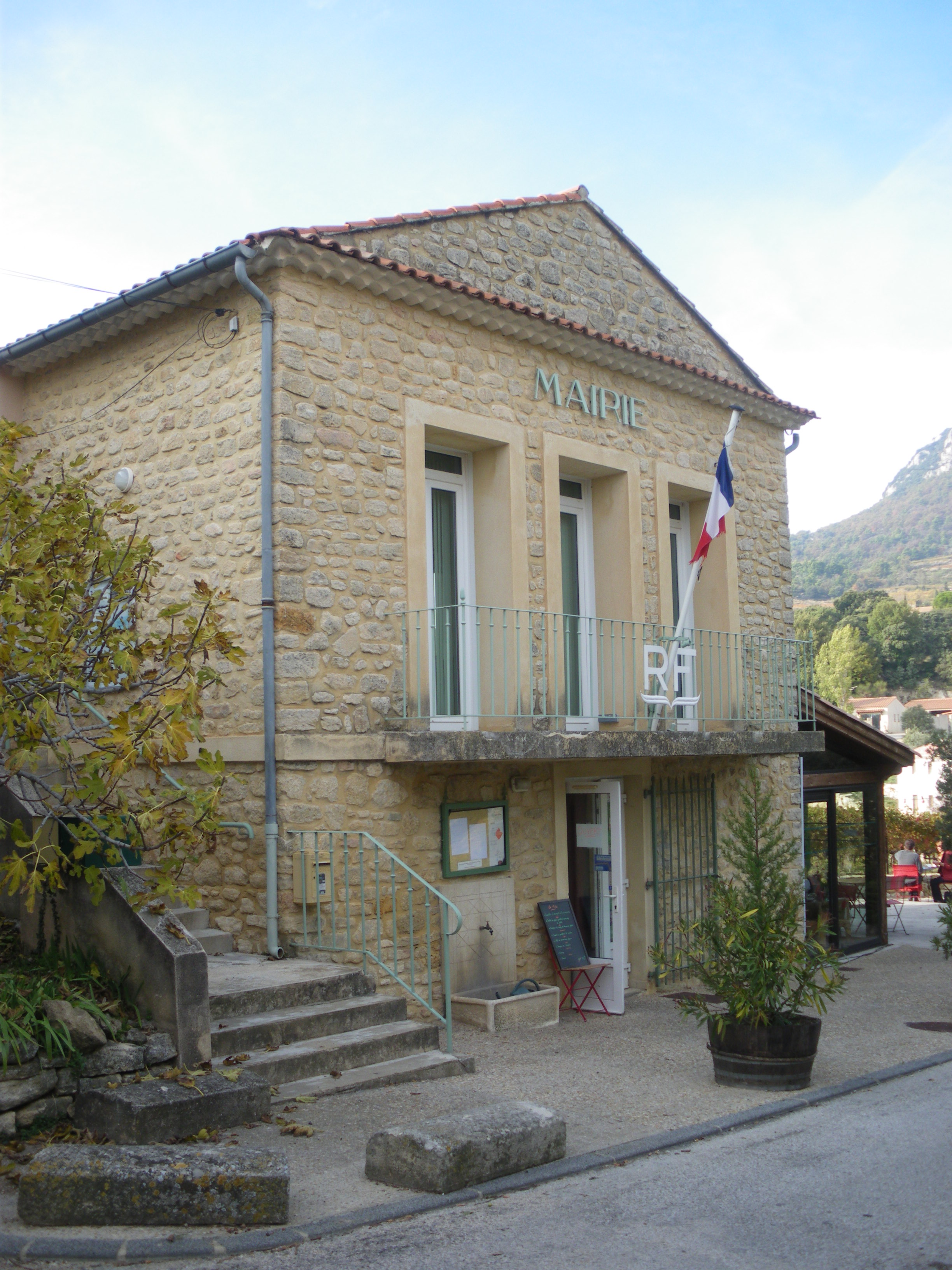
Мэрия.

Сюзетт расположен в 32 км к северо-востоку от Авиньона. Соседние коммуны: Малосен на востоке, Ле-Барру на юго-востоке, Лафар на юго-западе, Жигонда на западе. Коммуна находится на склоне горной гряды Дантель-де-Монмирай.

## Демография
Население коммуны на 2010 год составляло 119 человек.
| 1962 | 1968 | 1975 | 1982 | 1990 | 1999 | 2010 |
| ---- | ---- | ---- | ---- | ---- | ---- | ---- |
| 103  | 83   | 89   | 113  | 108  | 128  | 119  |

## Достопримечательности

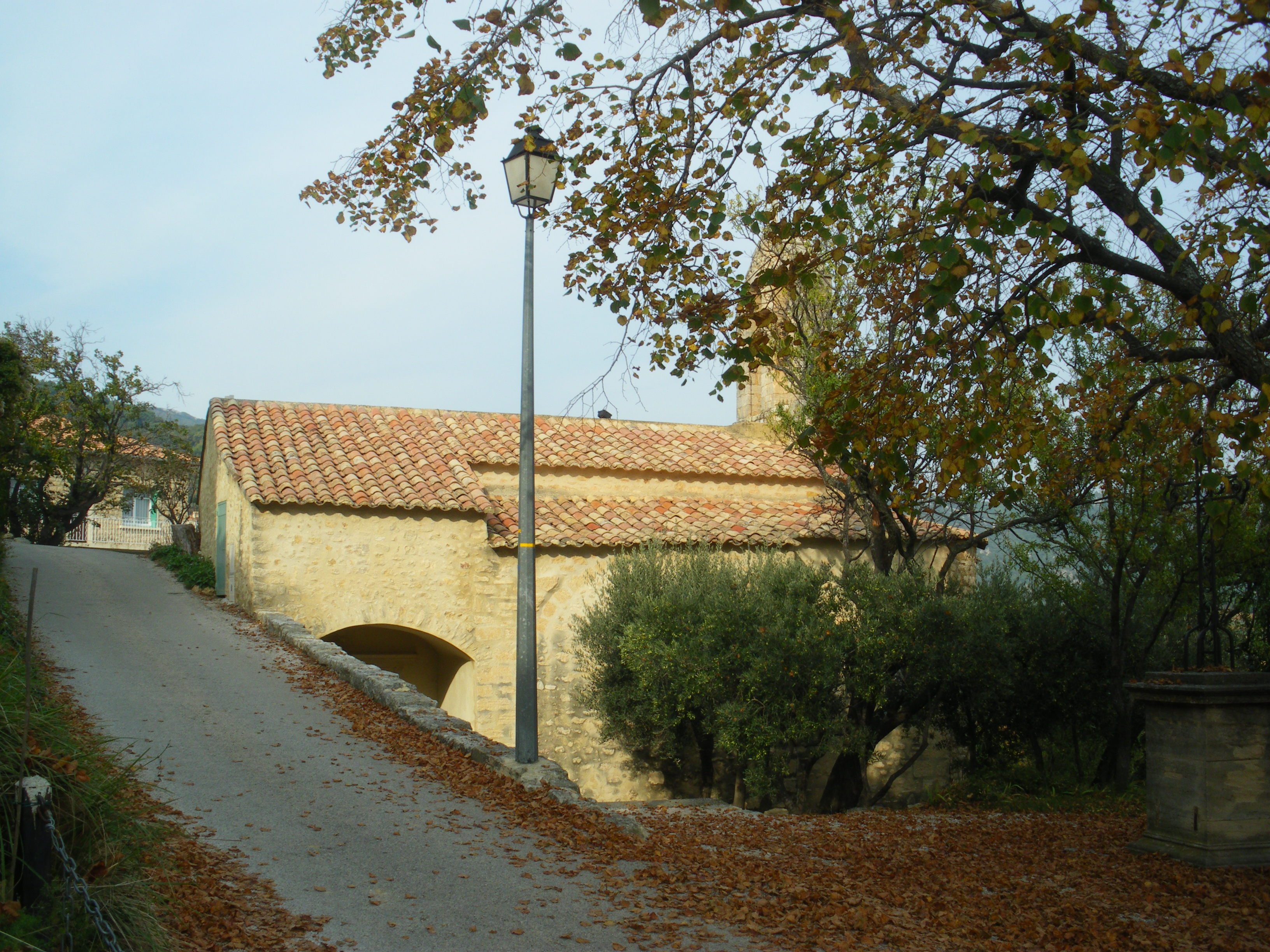
Церковь Нотр-Дам-де-Сюзетт.

- Церковь Нотр-Дам-де-Сюзетт, сооружена в романском стиле в XII веке, модифицирована в XIV веке. Возможно, изначально строилась тамплиерами. В настоящее время наполовину погребена в грунт из-за разрушений в результате средневековых войн. В XIX веке частично изменена.